# Hold Onto Our Love
Hold Onto Our Love – utwór brytyjskiego wokalisty Jamesa Foxa, napisany przez Gary'ego Millera i Tima Woodcocka, nagrany oraz wydany 2004 roku.

## Historia utworu

### Teledysk
Oficjalny teledysk do utworu został zaprezentowany w połowie marca 2004 roku na brytyjskim kanale muzycznym The Box.

### Konkurs Piosenki Eurowizji 2004
Utwór reprezentował Wielką Brytanię podczas 49. Konkursu Piosenki Eurowizji w 2004 roku, wygrywając w lutym krajowe eliminacje Making Your Mind Up. Singiel zdobył łącznie 120 punktów w głosowaniu telewidzów, pokonując pozostałe pięć piosenek wyselekcjonowanych spośród 940 propozycji nadesłanych do siedziby brytyjskiego nadawcy BBC.
W finale konkursu, który odbył się 15 maja, utwór zajął 16. miejsce, zdobywając łącznie 29 punktów. Podczas występu wokaliście towarzyszył czteroosobowy chórek.

## Lista utworów
CD Maxi-Single (UK Release)
1. „Hold Onto Our Love” – 3:00
2. „Needing You” (Original Demo) – 4:23
3. „Hold Onto Our Love” (Backing Track Mix) – 3:00
4. „Hold Onto Our Love” (Video) – 3:00

CD Single (UK Release)
1. „Hold Onto Our Love”
2. „Something About Her” (Acoustic Version)

## Notowania na listach przebojów
| Kraj            | Lista (2004)   | Najwyższe miejsce |
| --------------- | -------------- | ----------------- |
| Wielka Brytania | Singles Top 50 | 13                |